# Musée national des Travaux publics
Le musée national des Travaux publics était un musée français consacré aux travaux publics et ouvert au public depuis le jour de son inauguration, le 4 mars 1939, jusqu'en septembre 1955. Il était situé au no 1 de l'avenue d'Iéna à Paris dans le 16e arrondissement, et dénommé à ce titre « palais d'Iéna ».
L'idée de la création de ce musée revient à Albert Bedouce, ministre des Travaux publics du Front populaire.

## L'édifice
Le palais d'Iéna fut construit par l'architecte Auguste Perret. Le bâtiment a été classé au titre des Monuments historiques en juillet 1993.

## Histoire
L'initiative revient à Albert Bedouce, premier maire socialiste de Toulouse, mais aussi député socialiste de la Haute-Garonne et candidat malheureux à l'élection présidentielle de 1939, lorsqu'il était ministre des Travaux publics du Front populaire, dans le premier gouvernement Léon Blum pour l'Exposition universelle de 1937.
En effet, il décide qu'un Musée national des Travaux publics sera bâti pour survivre à cette exposition éphémère. Il subsistera comme musée permanent où sera montrée par le document, l'image ou l'objet, l'œuvre de la science, de la technique et du travail français. Une œuvre assez belle, assez imposante pour défier la comparaison avec les plus célèbres des réussites étrangères.

## Les collections
Étaient alors exposées, de manière didactique et pédagogique, des maquettes reproduisant les grands ouvrages du génie civil : ponts, routes, barrages et écluses, ports et équipements d'exploitation pétrolifères, mines et carrières ainsi que le Paris, paquebot transatlantique. Le musée contenait approximativement quatre-cents modèles et avait une fréquentation de 15 à 30 000 visiteurs par an.
Avant que cette présentation ne laisse place au siège du Conseil économique et social, les maquettes ont été mises en caisses, en attendant une nouvelle affectation, et les deux tiers d'entre elles placées sous la tutelle des « Voies navigables de France » du ministère de l'Équipement. Le tiers restant est revenu à ses anciens propriétaires (RATP, SNCF, École nationale des ponts et chaussées).

## Fermeture et nouvelle affectation des lieux
En septembre 1955, le musée permanent des travaux publics ferme ses portes, du fait de la faiblesse du nombre de visiteurs (de quinze à trente mille visiteurs par an seulement). Les locaux sont réquisitionnés pour accueillir en 1956 l’Assemblée de l’Union française de la IVe République. L’Union française ayant été dissoute, le Conseil économique et social - jusqu’alors accueilli au Palais-Royal - lui succède au palais d’Iéna en mai 1959.